# Karl Iffländer
Karl Iffländer (* 12. Juni 1912 in Königsberg; † 28. August 1983 in Ost-Berlin) war ein deutscher FDGB-Funktionär. Er war von 1959 bis 1963 Vorsitzender des Zentralvorstandes der Industriegewerkschaft Eisenbahn, von 1963 bis 1977 Vorsitzender des Zentralvorstandes der Industriegewerkschaft Transport und Nachrichtenwesen im  FDGB.

## Leben
Iffländer, Sohn einer Arbeiterfamilie, besuchte die Volksschule und machte eine Lehre zum Rechtsanwaltsgehilfen sowie zum Bankangestellten in Königsberg. Später war er in diesen Berufen tätig. 1926 wurde er Mitglied des Kommunistischen Jugendverbandes Deutschlands und des Zentralverbandes der Angestellten (ZdA). Zwischen 1939 und 1945 musste er in der Wehrmacht dienen und geriet im April 1945 in Bayern in US-amerikanische Kriegsgefangenschaft, in der er bis zum Juli 1945 verblieb.
Von 1945 bis 1949 arbeitete er als Kohlelader bzw. als Personalsachbearbeiter im Bergwerk Suhl. 1945 trat er der Kommunistischen Partei Deutschlands (KPD) bei und wurde mit der Zwangsvereinigung von SPD und KPD 1946 Mitglied der Sozialistischen Einheitspartei Deutschlands (SED). Von 1949 bis 1951 war er stellvertretender Vorsitzender des Bezirksvorstandes Erfurt der Industriegewerkschaft (IG) Eisenbahn, anschließend von 1951 bis Juni 1955 Vorsitzender des Bezirksvorstandes Halle der IG Eisenbahn. Von 1955 bis 1958 war er Abteilungsleiter und Sekretär des Zentralvorstandes der IG Eisenbahn und hatte den Rang eines Reichsbahn-Oberdirektors. 1958/59 studierte Iffländer an der Parteihochschule „Karl Marx“. Von der 5. Zentraldelegiertenkonferenz im Oktober 1959 bis zu ihrer Auflösung 1963 war er Vorsitzender des Zentralvorstandes der IG Eisenbahn und vom 15. September 1963 bis 17. April 1977 Vorsitzender des Zentralvorstandes der IG Transport und Nachrichtenwesen, in der die IG Eisenbahn aufgegangen war. Iffländer war zudem von 1959 bis 1977 Mitglied des FDGB-Bundesvorstandes und zeitweise Mitglied seines Präsidiums. Er war Mitglied des Administrativkomitees der Internationalen Vereinigung der Gewerkschaften des Transportwesens, der Häfen und Fischerei im Weltgewerkschaftsbund. Ab 1962 war Iffländer Vizepräsident, von 1975 bis 1983 Vorsitzender des Freundschaftskomitees DDR-Japan.
Iffländer lebte ab 1977 als Rentner in Berlin-Mitte und verstarb im Alter von 71 Jahren.

## Auszeichnungen
- Verdienstmedaille der DDR (1959)
- Ehrentitel Verdienter Eisenbahner der Deutschen Demokratischen Republik (1962)
- Vaterländischer Verdienstorden in Bronze (1969), in Silber (1972) sowie in Gold (1977)
- Ehrenspange zum Vaterländischen Verdienstorden in Gold (1982)
- Fritz-Heckert-Medaille in Gold